# ペルセウス電子図書館
ペルセウス電子図書館（ペルセウスでんしとしょかん、英語: Perseus Digital Library）はアメリカのタフツ大学が提供する古典文献学のリソースサイトである。プラトンやアリストテレスの著作などの古代ギリシャ語文献を中心に、様々な古典文献が原文と一部はそれに対する英語の訳付きで、無料で公開されている。

## 概要
ペルセウス・プロジェクトは古代ギリシャの文献を収集するプロジェクトとして1987年に始まった。プロジェクトは収集したデータを二枚のCD-ROMとして発行した。そして1995年からペルセウス電子図書館として、収集したデータをネット上で公開し始めた。
LSJやウィリアム・スミスなどの辞典類も搭載されている。

## 関連文献
- 吉川斉「Perseus Digital Library」、一般財団法人人文情報学研究所 監修『欧米圏デジタル・ヒューマニティーズの基礎知識』文学通信、2021年、ISBN 978-4-909658-58-6